# Festuca ampla
Festuca ampla är en gräsart som beskrevs av Eduard Hackel. Festuca ampla ingår i släktet svinglar, och familjen gräs. Utöver nominatformen finns också underarten F. a. transtagana.